# Sárgacsőrű mézevő
A sárgacsőrű mézevő (Meliphaga flavirictus) a madarak osztályának verébalakúak (Passeriformes) rendjébe és a mézevőfélék (Meliphagidae) családjába tartozó faj.
A magyar név forrással nincs megerősítve.

## Előfordulása
Indonézia és Pápua Új-Guinea területén honos.

## Alfajai
- Meliphaga flavirictus crockettorum Mayr & Meyer de Schauensee, 1940
- Meliphaga flavirictus flavirictus (Salvadori, 1880)

## Külső hivatkozás
- Ibc.lynxeds.com